# NGC 3080
NGC 3080 (другие обозначения — UGC 5372, MCG 2-26-15, MK 1243, ZWG 64.25, PGC 28910) — спиральная галактика (Sa) в созвездии Льва. Открыта Уильямом Гершелем в 1794 году.
Галактика видна в рентгеновском диапазоне: у неё наблюдается активное ядро, а сама галактика относится к сейфертовским типа I.
Этот объект входит в число перечисленных в оригинальной редакции «Нового общего каталога».